# ФК «Чита» в сезоне 2012/2013
Сезон 2012/2013 годов стал 33-м сезоном для футбольного клуба «Чита» в чемпионатах страны, а также 3-м подряд, проведённым в третьем по значимости дивизионе российского футбола.

## Итоги сезона 2011/12
По итогам сезона 2011/2012 футбольный клуб «Чита» повторил результат предыдущего сезона — третье место в турнирной таблице. Вверху турнирной таблицы оказались клубы «Металлург-Кузбасс» и «Мостовик-Приморье», занявшие в первенстве первое и второе место соответственно.
Нападающий ФК «Чита» Евгений Алхимов стал вторым среди бомбардиров зоны «Восток», забив 16 голов, а на первом месте оказался сахалинец Сергей Виноградов с 18-ю голами. Во многом можно считать, что ФК «Чита» выполнил поставленную на сезон задачу.

## Межсезонье
После окончания сезона 2011/2012, которое состоялось 1 июня 2012 года, руководство и тренерский состав футбольного клуба «Чита» во главе с Андреем Недорезовым приняли решение о том, что в межсезонье все тренировочные занятия должны были проводиться в Чите. Никаких товарищеских матчей запланировано не было. Открыть новый сезон планировалось 15 июля, а уже 27 июня в РФС был заявлен 21 футболист на сезон 2012/2013.

## Подготовка к завершающей стадии Первенства
10 января 2013 года официальный сайт ФК «Чита» объявил о том, что команда с 20 января приступает к подготовке к весенней, заключительной стадии Первенства России по футболу среди команд второго дивизиона зоны «Восток» сезона 2012/2013. Футболисты до начала февраля должны были пройти углублённое медицинское обследование в Центре спортивной подготовки Забайкальского края. В феврале у команды были проведены сборы в Чите, целью которых было повысить общую физическую подготовку игроков ФК «Чита». В марте ФК «Чита» было запланировано провести сборы в Турции, а последние сборы футболисты ФК «Чита» должны были провести в Сочи. Также было решено, что к тренировкам команды должны были привлекаться игроки молодёжного состава ФК «Чита» 1995—1996 годов рождения. После этого, все футболисты, выступавшие (заявленные) в 2012 году за читинский клуб, за исключением Павла Гаранникова, который в составе ФК «Балтика» проводил сбор в Кисловодске, но, в дальнейшем вновь воссоединился с «Читой», должны были напрямую приступить к подготовке к заключительной стадии Первенства. С 5 февраля ФК «Чита» приступил к тренировкам в Чите, учебно-тренировочные сборы должны были продлиться до 28 февраля 2013 года. В начале марта руководством клуба был запланирован выезд команды на учебно-тренировочные сборы в Анталью, где помимо тренировок команда должна была провести контрольные игры с соперниками из различных европейских чемпионатов. Также, 5 февраля на просмотр в клуб прибыло пятеро новичков.

## Трансферы

### Летнее трансферное окно
В межсезонье, ФК «Чита» приобрёл 7 новых игроков, при этом отпустив из клуба только двух.

#### Пришли
| Поз. | Игрок                    | Прежний клуб                    |
| ---- | ------------------------ | ------------------------------- |
| Вр   | Александр Косенко        | СДЮШОР-Чита                     |
| Защ  | Роман Демченко           | Распадская (Междуреченск)       |
| Защ  | Владимир Зайков          | СДЮШОР-Чита                     |
| П/з  | Павел Захаров            | СДЮШОР-Чита                     |
| П/з  | Артур Карпухин           | СДЮШОР-Чита                     |
| П/з  | Александр Кочнев         | Якутия (Якутск)                 |
| П/з  | / Вячеслав Нурмагомбетов | Металлург-Кузбасс (Новокузнецк) |

#### Ушли
| Поз. | Игрок                | Новый клуб       |
| ---- | -------------------- | ---------------- |
| Вр   | Тимур Рахматуллин    | Сибиряк (Братск) |
| П/з  | Георгий Гармашов (к) | завершил карьеру |

* В аренду.

** Из аренды.

### Зимнее трансферное окно
14 февраля 2013 года стало известно, что вратарь «Читы» Иван Смолкин перешёл во владивостокский клуб «Луч-Энергия». Также, в этот день, пресс-служба клуба объявила о подписании контрактов с голкипером Денисом Козловым, защитником Константином Козловым и нападающим Артёмом Рудовским. 21 февраля было сообщено о подписании полузащитников Анатолия Арещенкова и Сергея Короткова, а также и об отзаявке Евгения Векварта, Андрея Смышляева, Вячеслава Нурмагомбетова и Александра Кочнева. Также был выведен из состава первой команды и Андрей Первов, о чём в СМИ не упоминалось. В межсезонье, ФК «Чита» приобрёл 5 новых игроков, при этом отпустив из клуба шестерых.

#### Пришли
| Поз. | Игрок              | Прежний клуб                 |
| ---- | ------------------ | ---------------------------- |
| Вр   | Денис Козлов       | Сызрань-2003 (Сызрань)       |
| Защ  | Константин Козлов  | Смена (Комсомольск-на-Амуре) |
| П/з  | Анатолий Арещенков | Иртыш (Омск)                 |
| П/з  | Сергей Коротков    | Сибирь-2 (Новосибирск)       |
| Нап  | Артём Рудовский    | Смена (Комсомольск-на-Амуре) |

#### Ушли
| Поз. | Игрок                    | Новый клуб                |
| ---- | ------------------------ | ------------------------- |
| Вр   | Иван Смолкин             | Луч-Энергия (Владивосток) |
| П/з  | Александр Кочнев         | свободный агент           |
| П/з  | Андрей Смышляев          | Чита-М                    |
| П/з  | / Вячеслав Нурмагомбетов | Сибиряк (Братск)          |
| П/з  | Евгений Векварт          | Чита-М                    |
| Нап  | Андрей Первов            | Чита-М                    |

* В аренду.

** Из аренды.

## Первенство второго дивизиона в зоне «Восток»
Согласно расписанию на сезон 2012/2013, ФК «Чита» пропускал три тура в первенстве второго дивизиона России в зоне «Восток», а именно 5-й, 15-й и 27-й тур. Всего в данном розыгрыше первенства состоялось 33 тура. 1-й состоялся 15 июля 2012 года, а последний, 33-й тур, прошёл 5 июня 2013 года.
Сезон ФК «Чита» начал домашним матчем 1-го тура против владивостокского клуба «Луч-Энергия», который по итогам предыдущего сезона вылетел из первенства ФНЛ. Несмотря на игру на встречных курсах, очень чувствовалось превосходство приморской команды в классе. Таким образом, в одной из атак, «Лучу-Энергии» удалось забить единственный гол в игре. После рикошета от штанги, мяч в ворота переправил Марат Сагиров. Итог встречи — 0:1 и читинцы проиграли первый матч сезона. 18 июля в матче 2-го тура читинцы одержали первую победу в сезоне. Соперником был клуб «Сахалин» Южно-Сахалинск. Уже на 18-й минуте встречи ФК «Чита» вышел вперёд за счёт гола головой Павла Гаранникова после точной навесной передачи с фланга. Несмотря на территориальное преимущество забайкальцев, забить голов в игре им больше не удалось, тем более, что читинцы едва могли и упустить победу уже в добавленное арбитром время второго тайма. За толчок голкипером «Читы» Иваном Смолкиным игрока ФК «Сахалин» в своей штрафной, судья незамедлительно назначил пенальти. Но читинцам сопутствовала удача — игрок сахалинской команды Михаил Суршков пробил выше ворот. Таким образом ФК «Чита» одержал победу со счётом 1:0.
Удачным получился выезд «Читы» на матчи 3-го и 4-го туров против омского «Иртыша» и «Динамо» Барнаул. В первом матче читинцы вырвали победу на предпоследней минуте за счёт гола с пенальти Павла Гаранникова, а во втором сыграли вничью, но вполне могли и выиграть, ведя в счёте до 75-й минуты игры, когда гол в ворота «Читы» забил Александр Яркин. Итоги встреч — 1:2 с «Иртышом» и 1:1 с «Динамо».
8 августа в матче 6-го тура читинцы принимали «Якутию» Якутск. Во втором дивизионе «Чита» встречалась с «Якутией» 3 раза и во всех матчах одержала победу, не стала исключением и эта игра. В первом тайме соперники прощупывали друг друга, причем «Якутия» была не менее активна, чем «Чита». Но гости играли в основном на контратаках. На протяжении практически всего 1-го тайма «Чита» имела игровое преимущество и создавала много опасных моментов. На 10-й минуте Роман Гаврюш пробил по воротам гостей, но голкипер перевел мяч на угловой, на 16-й Роман вновь атаковал, но удар оказался очень слабым. На 20-й минуте Павел Гаранников послал мяч в сторону ворот гостей, но он прошёл буквально в нескольких сантиметрах от штанги. На перерыв команды ушли при сухом счёте. Во второй половине игры подопечные Андрея Недорезова стали нагнетать обстановку у ворот соперника и гол, как говорится, назревал. Пробить оборону Якутска читинцы смогли только под занавес матча. Виталий Селецкий открыл счёт в матче дальним ударом из-за пределов штрафной на 89-й минуте. Итог встречи — 1:0. 17 августа 2012 года в матче 7-го тура читинцы принимали «Амур-2010» Благовещенска. Игра с амурчанами выдалась напряженной, так как соперником «Читы» являлся один из фаворитов сезона 2012/13. И гости доказали это уже на первых минутах матча. «Амур-2010» остро атаковал и контратаковал. На 2-й минуте матча благовещенцы послали мяч выше перекладины, на 4-й — вплотную подошли к воротам «Читы», но голевой момент реализовать не удалось. Таких острых моментов «Амур-2010» создал в 1-м тайме немало. На 9-й минуте амурчане не реализовали штрафной, на 15-й — опасный момент у ворот читинцев, на 20-й — угловой на стороне поля «Читы». На 22-й минуте подопечным Андрея Недорезова всё-таки удалось провести ответную атаку. Получив навес, Евгений Алхимов, в одно касание, с пределов штрафной попытался пробить ворота. Трибуны взревели, но мяч прошёл впритирку с перекладиной. Гости продолжали натиск. И на 32-й минуте отправили мяч в ворота «Читы». Гол был забит после розыгрыша свободного удара, который был назначен в штрафной площади читинцев за неспортивное поведение вратаря Ивана Смолкина. Отличился защитник «Амура-2010» Сергей Багаев. Во второй половине 1-го тайма гости немного сбавили обороты, но при этом периодически угрожали воротам хозяев острыми атаками. На перерыв команды ушли со счетом 0:1 в пользу гостей. Начался 2-й тайм. Обстановка кардинально не поменялась. На 57-й минуте читинская команда осталась вдесятером — вторую жёлтую, а затем и красную карточку получил полузащитник Евгений Бастов. Однако, несмотря на численный перевес, увеличить счёт «Амуру-2010» не удалось. Несколько раз прекрасно сыграл Иван Смолкин, выручив команду. После удаления Бастова «Чита» набрала обороты, и игра переместилась на половину поля гостей, часто возникали моменты у ворот команды из Благовещенска. И как награда за настойчивость — гол. Артём Дробышев, находясь в штрафной «Амура-2010», после розыгрыша штрафного удара выпрыгнул выше всех и головой отправил мяч в ворота гостей. Это случилось уже под занавес матча — на 88-й минуте. А на 90-й красную карточку получил нападающий «Амура-2010» Игорь Балдин. В итоге игра завершилась боевой ничьей — 1:1. 20 августа читинцы в матче 8-го тура принимали «Смену» Комсомольск-на-Амуре. Игровое преимущество у забайкальской команды было с самого начала игры. На 5-й минуте красную карточку за «фол последней надежды» получил защитник «Смены» Павел Клюкин, нарушив правила против Евгения Алхимова. Весь первый тайм «Чита» контролировала мяч, однако голевые моменты не были реализованы. На 7-й минуте штрафной и угловой удары, которые разыгрывали читинцы, оказались нереализованными. На 14-й минуте, после розыгрыша штрафного, Александр Симоненко совершил удар в сторону ворот «Смены», но мяч угадил прямо в руки вратаря. В середине 1-го тайма гости стали играть более активно. Дальше первая сорокапятиминутка прошла в обоюдоострых атаках. После розыгрыша штрафного полузащитник «Смены» Андрей Лодис открыл счёт. Во втором тайме гости перехватили инициативу, все чаще подходя вплотную к воротам «Читы». Подопечные Андрея Недорезова, в свою очередь, тоже создавали массу голевых моментов, но реализовать их не удавалось. На 68-й минуте Евгений Алхимов совершил удар в сторону ворот соперника, но мяч коснулся штанги и отлетел. Алмаз Фатихов также попытался пробить оборону гостей, но неудачно. До конца матча счёт не изменился. «Чита» уступила «Смене» — 0:1.
27 августа в матче 9-го тура читинцы играли на выезде в Новосибирске с местной командой «Сибирь-2». С первых минут игры читинская команда пошла в нападение, но атака не удалась и контратака новосибирцев тоже оказалась безрезультативной. Всю первую половину 1-го тайма читинцы контролировали мяч и создавали опасные моменты у ворот соперников. На 7-й минуте Нурмагомбетов сделал прострел на Алхимова, но тот не попал в дальний угол ворот с угла вратарской. Во второй половине тайма хозяева поля активизировались, стали чаще целится в ворота «Читы». На 34-й минуте новосибирцы совершили роковую ошибку в обороне и пропустили гол, автором которого стал Евгений Алхимов. До конца тайма читинцы блокировали атаки хозяев поля и обостряли игру. На 45-й минуте защитник «Читы» Михаил Ванёв совершил удар по воротам, но, к сожалению, неточно. Во втором тайме читинцы вели себя также активно, часто создавая голевые моменты. В дебюте второго отрезка игры Роман Гаврюш дважды проверял на прочность ворота «Сибири-2». Хозяева поля также создавали опасные моменты. Дважды нападающий новосибирцев Максим Городцов посылал мяч в сторону ворот «Читы» и в обоих случаях команду выручил голкипер Иван Смолкин. Под занавес матча футболисты стали чаще зарабатывать жёлтые карточки. Сначала горчичник получил новосибирский полузащитник Вячеслав Шишкин, а затем читинцы Виталий Селецкий и Евгений Бастов, на 79-й и 82-й минутах соответственно. До конца матча счёт так и не изменился — 0:1. 30 августа в матче 10-го тура ФК «Чита» играл на выезде в Братске с местной командой «Сибиряк». Хозяева сразу же попытались взять мяч под контроль, но первый же угловой у ворот бывшего игрока «Читы» Тимура Рахматуллина привёл к голу. Артём Дробышев выпрыгнул выше всех после подачи от флажка, и головой отправил мяч в угол ворот. «Сибиряк» мог ответить своим «стандартом», но Галин прямым ударом со штрафного в створ не попал. Затем Сабанов откликнулся на прострел с фланга, однако голкипер читинцев Иван Смолкин сократил расстояние и заблокировал удар. После двух моментов хозяев игра успокоилась. На поле было больше борьбы, нежели осмысленных действий. Некое оживление наступило после 30-й минуты, когда Крымов, обыграв защитника, метил в дальний угол, а Сабанов пытался успеть подставить под удар ногу. В итоге мяч улетел за лицевую. До перерыва никаких событий, кроме жёлтой карточки игроку «Сибиряка» Вадиму Сергиенко, больше не произошло. Команды ушли в раздевалки при минимальном преимуществе гостей. Усыпив бдительность хозяев, читинцы провели резкую атаку, в завершении которой Павел Гаранников выходил один на один с Рахматуллиным, но голкипер спас братчан от второго гола. Сразу после этого эпизода Харланов решается на свою первую замену, выпуская вместо «опорника» Ефремова крайнего полузащитника Агеева. А вскоре наставник «Сибиряка» провел рокировку центральных защитников, выпустив вместо Семакина — Виктора Кубина. Но перейти к акцентированным атакующим действиям хозяевам не удавалось. Гости же вновь дождались ошибки защитников «Сибиряка», и вновь Рахматуллин сумел нейтрализовать выход к воротам форварда «Читы». А спустя несколько минут вратарь совершил ещё один «сэйв», отразив удар с близкого расстояния. Ближе к концу матча братчане нашли в себе силы пойти в атаку, но защитники читинцев успевали закрывать все подступы к своим воротам. В итоге «Сибиряку» так и не удалось взломать насыщенную оборону «Читы», и финальный свисток арбитра встречи зафиксировал минимальную победу гостей — 0:1. 6 сентября в матче 11-го тура «Восток» ФК «Чита» играл на выезде в Иркутске с принципиальным соперником, клубом «Байкал». В преддверии матча соперники, не блещущие в этом сезоне результативностью, понесли весомые потери. У хозяев не вышел на поле Некрасов, пропускавший матч после удаления в Новосибирске, а у гостей так и не смог восстановиться после травмы, полученной все в том же Новосибирске туром ранее, Алхимов. В этой ситуации от команд трудно было ожидать острого, атакующего футбола. Скорее, можно было предположить, что судьбу матча решит один-единственный гол. Но при общих стараниях отличиться не удалось ни одной из играющих команд. Итог встречи — 0:0.
10 сентября читинцы в матче 12-го тура, в первой игре второго круга чемпионата, принимали на своём поле «Байкал». Матч завершился полным разгромом иркутской команды. Несмотря на неуступчивость «Байкала» в прошлых играх, на этот раз гости не смогли не забить ни одного мяча. Предыдущий поединок завершился нулевой ничей, такой же счёт сохранялся на табло и к концу первого тайма. В начале соперники изучали друг друга — несколько раз прощупали оборону, однако по-настоящему острый момент был только один. На 10-й минуте Роман Гаврюш прошёл по правому флангу, обогнал защитников и вышел практически один на один с вратарём. К сожалению, удар по воротам гостей оказался холостым. В первом отрезке матча иркутяне практически не создавали опасных моментов. Если говорить в целом, то игра проходила ровно, было много борьбы. Команды играли в закрытый футбол, делая ставку, в основном на оборону. Тем не менее, у хозяев было игровое и территориальное преимущество. Второй тайм в корне отличался от невысокого по темпам игры первого. Уже на 47-й минуте читинцы открыли счёт. После борьбы за мяч в середине поля хозяева взяли инициативу. Роман Гаврюш получил продольную передачу и низом пробил в ближний угол ворот. Буквально через 9 минут читинский полузащитник вновь отличился. Получив мяч от Павла Гаранникова, Гаврюш головой отправил мяч в ворота «Байкала». Накал борьбы нарастал, соперники Читы пытались выровнять счёт, но безуспешно. На 62-й минуте судья назначает пенальти в ворота Иркутска, пробивать одиннадцатиметровый доверили Павлу Гаранникову, и форвард оправдал надежды. Читинец ударил по мячу, но вратарь «Байкала» Баркалов парировал удар. Павел, не растерявшись, на добивании отправил мяч в сетку ворот гостей. Контрольный гол иркутяне получили на 78-й минуте. Алмаз Фатихов, получив передачу от Павла Гаранникова, отлично обработал мяч и увеличил счёт. 4 забитых гола воодушевили читинцев, и команда уверенно контролировала мяч до конца игры. ФК «Чита» создал ещё несколько опасных моментов, но Иркутск ушёл в глухую оборону и, поэтому, реализовать их не удалось. Итог встречи — 4:0 и выход читинской команды на первое место в турнирной таблице. 19 сентября читинцы в матче 13-го тура принимали «Иртыш» из Омска. Игра с омичами прошла в напряжении и обоюдных атаках. В первом тайме у гостей было не так много голевых моментов — всего 3, но 2 из них омичи реализовали. Вначале соперники прощупывали друг друга. Штрафные, которые пробивали гости, заканчивались тем, что читинский голкипер Иван Смолкин блокировал удары или ловил мяч. В первом тайме у читинцев было немало шансов, чтобы открыть счёт. Но это сделали соперники. На 24-й минуте, преодолев оборону «Читы», капитан омской команды — Антон Багаев точно отправил мяч в угол ворот. Уже буквально через 7 минут подопечные Андрея Недорезова сравняли счёт. За фол против Фатихова в ворота гостей был назначен пенальти. Реализовал его Павел Гаранников. Омичи пошли в контратаку и создали голевой момент — мяч прошёл в нескольких сантиметрах от штанги. На 38-й минуте Алмаз Фатихов преодолел оборону гостей и послал мяч в сторону ворот «Иртыша», а Павел Гаранников решил добить его и не учел, что находится в положении вне игры. Мяч залетел в ворота, но гол засчитан не был. Через небольшое время Антон Багаев забил второй мяч в ворота «Читы». К основному времени матча добавили одну минуту и тут же «гол в раздевалку» забил Артём Дробышев, тем самым выравнив счёт. На перерыв команды ушли при счёте 2:2. Во втором тайме гости активизировались, однако читинцы не дали захватить контроль над мячом. На 56-й минуте хозяева поля увеличили счёт. Дальше игра проходила в основном на половине поля гостей. На 68-й минуте омичи остались в меньшинстве, и все чаще допускали ошибки в обороне. Также, на 68-й минуте матча, после розыгрыша углового мяч летел в вотота «Иртыша», но вратарь буквально вытащил его из-под перекладины. Гости тщетно пытались изменить счёт, но на 88-й минуте Роман Гаврюш забил контрольный гол. Итог встречи — 4:2. 22 сентября читинцы в матче 14-го тура принимали барнаульское «Динамо». На протяжении практически всей игры преимуществом владели футболисты «Читы». Это доказывают первые минуты встречи. Уже на 6-й минуте читинцы забили быстрый гол — Гаранников получил пас с середины поля, в спринте обхошёл защитника «Динамо» и точным ударом послал мяч в ворота гостей. Через 2 минуты футболисты «Читы» увеличили счёт. Михаил Ванёв прошёл по правому флангу, отдал мяч Фатихову и тот послал снаряд в сторону ворот гостей, а Гаранников грудью добил мяч. «Чита» полностью контролирует мяч. Только лишь во второй половине первого отрезка гости смогли создать несколько опасных моментов. Например, на 31-й минуте Завьялов преодолел защиту хозяев поля и ударил в сторону ворот, но не точно. Читинцы продолжали атаковать. На 33-й минуте Толмачёв более чем с 30-и метров сильным ударом послал мяч в сторону ворот, но он угодил в штангу. Ещё одна атака подопечных Андрея Недорезова закончилась удачно. На 35-й минуте, преодолев оборону гостей, Виталий Беличенко отправил мяч головой в сетку, однако свисток судьи прозвучал раньше, чем мяч пересек линию. Арбитр зафиксировал нарушение со стороны гостей, которое обернулось для динамовцев пенальти. Пробивать его доверили Павлу Гаранникову, и он оправдал надежды. Таким образом, Павел оформил первый в своей карьере хет-трик. Второй тайм сложился менее удачно для читинской команды. Несмотря на большую разницу в счёте, соперники создавали опасные моменты, один из которых удалось реализовать. Мяч метался в штрафной площади забайкальской команды, и в конце концов, Фёдор Первушин забил его в ворота. До финального свистка счёт больше не изменился. Итог встречи — 3:1.
Удачными для читинцев сложились три выездные игры 16-го, 17-го и 18-го туров — в двух матчах была одержана победа, а один матч завершился безголевой ничьей. При этом, ФК «Чита» продолжал сохранять лидерство в зоне «Восток». 2 октября читинцы в матче 16-го тура победили на выезде «Якутию» со счётом 0:1. Затем в 17-м туре, который состоялся 8 октября, «Чита» сыграла с «Амуром-2010» 0:0. 11 октября, в матче 18-го тура читинцы одержали победу над «Сменой» из Комсомольска-на-Амуре со счётом 1:0 за счёт автогола полузащитника приморцев Вячеслава Землянского на 61-й минуте матча.
17 октября читинцы в матче 19-го тура принимали новосибирский клуб «Сибирь-2». Традиционно «Сибирь-2» являлась неудобным соперником для «Читы». Первые 15 минут и последние минуты первого тайма гости играли активно, все остальное время мяч контролировала «Чита». Воспользовавшись ошибками в обороне гостям удалось дважды поразить ворота хозяев. На 13-й минуте «Сибирь-2» открыла счёт. Автором забитого мяча стал Максим Городцов, замкнувший прострел с левого фланга. Быстрый гол разбудил читинцев, они активизировались и уже через 5 минут сравняли счёт — Роман Гаврюш, успешно сыграв на добивании, буквально вколотил мяч в ворота гостей. К концу тайма игра проходила в обоюдоострых атаках, и в основном на половине поля гостей, которые часто контратаковали, но неудачно. На 42-й минуте игроки «Сибири-2» атаковали ворота «Читы» и забайкальцы выбили мяч за лицевую линию. Судьёй был назначен угловой, который завершился голом в ворота читинцев. На перерыв команды ушли со счётом 1:2. Во втором тайме читинцы стали играть ещё более слажено, создавали много опасных моментов. На 55-й минуте за срыв атаки был назначен штрафной удар в ворота гостей — реализовать читинцам этот стандарт не удалось. Буквально через несколько минут снова возник опасный момент у ворот новосибирцев — Александр Толмачёв сделал навесную передачу в штрафную гостей, но читинцы не дотянулись до мяча. На 57-й минуте матча защитник команды «Сибирь-2» Николай Кратюк уронил Павла Гаранникова в штрафной и судья указал на точку. Пробивать пенальти подошёл сам Павел и, мощным ударом в правый угол ворот, сравнял счёт. Этот гол воодушевил читинцев и они стали ещё увереннее и чаще проводить атаки на ворота гостей. В конце тайма к основному времени матча было добавлено 3 минуты, за которые читинцы всеми силами пытались увеличить счёт на табло. Их усилия увенчались успехом буквально за несколько секунд до финального свистка. Автором победного гола стал Павел Гаранников, замкнувший передачу Михаила Ванёва. После эпизода со взятием ворот «Сибири-2» судья незамедлительно произвёл свисток, который гласил об окончании матча со счётом 3:2 в пользу «Читы». Павел Гаранников добавил в свой личный зачёт ещё 2 мяча и продолжал лидировать в списке бомбардиров зоны «Восток», а ФК «Чита» продолжал сохранять лидерство в первенстве несмотря на то, что владивостокский клуб «Луч-Энергия» отставал от читинцев всего на одно очко. 20 октября читинцы в матче 20-го тура принимали «Сибиряк» из Братска. С первых минут хозяева лучше контролировали мяч и чаще атаковали. Долго ждать гола болельщикам не пришлось. После розыгрыша углового на 14-й минуте читинский защитник Артём Дробышев эффектно замкнул подачу Александра Симоненко. Сумев открыть счёт, хозяева бросились удваивать преимущество и в итоге пропустили контратаку на 20-й минуте. Нападающий «Сибиряка» Виктор Крымов получил длинный пас со своей половины поля и, сумев убежать от Дробышева, вышел один на один голкипером. Ошибка Ивана Смолкина на выходе привела к ответному взятию ворот. По мнению болельщиков, автор гола находился в положении вне игры, но судья этот факт не зафиксировал. До перерыва игра проходила на встречных курсах. Обе стороны имели голевые моменты, но не преуспели в реализации. Во второй половине встречи читинцы владели, практически, безраздельным преимуществом. «Сибиряк» сконцентрировался на обороне и сумел удержать ничейный результат до финального свистка. Ряд возможностей отличиться и улучшить свой бомбардирский счёт упустил форвард «Читы» Павел Гаранников. Итоговый счёт 1:1 не позволил забайкальским футболистам сохранить лидирующее положение в турнирной таблице. Владивостокский «Луч-Энергия» вырвал волевую победу со счётом 1:2 в гостях у барнаульского «Динамо» и вышел на первое место.
В преддверии 21-го тура, который проходил 26 октября, «Чита» и владивостокский «Луч-Энергия» серьёзно оторвались в турнирной таблице от других команд. Приморцы опережали забайкальцев на одно очко и имели серьёзное моральное преимущество. В истории 17-матчевого противостояния клубов Владивостока и Читы дальневосточная команда всего однажды проигрывала на своём поле — было это в 1997 году. В 2004 году читинскому «Локомотиву» удалось победить дома. Ещё была ничья во Владивостоке в 2009 м году. Во всех прочих встречах успех неизменно оказывался на стороне «Луча». В первом туре нынешнего первенства дальневосточники переиграли забайкальцев в Чите с минимальным счётом. Добавляло уверенности хозяевам и то, что в этом сезоне они ни разу не проигрывали на своём поле. Однако использовать преимущество родных трибун, на которых собралось более пяти тысяч болельщиков, «Луч-Энергия» так и не смог. На первых минутах приморцы владели преимуществом и сумели воплотить его в быстрый гол. Штрафной удар, назначенный за игру рукой, исполнял Марат Сагиров. Ударом с угла штрафной площади в обвод стенки он пробил впритирку со штангой. За последующие несколько минут игроки «Луч-Энергии» ещё пару раз пытались угрожать воротам «Читы», но безрезультатно. Читинцы же довольно быстро оправились от быстрого гола и тоже пошли в атаку. На 22-й минуте Роман Гаврюш совершил фирменный скоростной проход по правому флангу и сделал навес в штрафную на Павла Гаранникова, который головой замкнул передачу и сравнял счёт. Не давая хозяевам оправиться, читинцы продолжили атаковать и уже через 15 минут вышли вперёд. Гаранников прессинговал владевшего мячом вратаря дальневосточников и вынудил того сфолить в своей штрафной против читинского форварда. Судья не раздумывая указал на 11-метровую отметку и Гаранников в очередной раз мастерски исполнил пенальти. В результате Павел стал лидировать в рейтинге бомбардиров зоны «Восток» уже с 11-ю голами. Ближайших трёх конкурентов он опережал уже на три мяча. Поведя в счёте 2:1, читинцы и не думали уступать инициативу. Остаток первого тайма прошёл в равной открытой борьбе, обе стороны регулярно пытались создавать моменты. Вторую половину встречи хозяева начали активнее, заставив забайкальцев чаще думать об обороне. На 52-й минуте читинский полузащитник Вячеслав Нурмагомбетов заработал вторую жёлтую карточку, и «Чита» осталась в меньшинстве. А спустя ещё 4 минуты «Луч» сравнял счёт. Дальневосточники вновь реализовали «стандарт» — после подачи Марата Сагирова со штрафного мяч головой в ворота переправил Сергей Колычев. Но радоваться владивостокским болельщикам пришлось недолго. Первая же ответная атака читинцев закончилась взятием ворот. Игорь Куц ворвался в штрафную «Луч-Энергии» и головой замкнул навес с правого фланга. Последующие 31 минуту основного и 3 минуты добавленного времени хозяева почти безостановочно атаковали ворота «Читы». Голкиперу Ивану Смолкину то и дело приходилось вступать в игру и он всякий раз выигрывал борьбу за мяч. Пару раз забайкальцы организовывали контратаки — могли отличиться Гаранников и Гаврюш, но совсем чуть-чуть не хватило точности. Проявив настоящий сибирский характер и вдесятером выстояв против подгоняемых болельщиками игроков «Луч-Энергии», читинцы сумели сохранить победный счет 3:2 и выиграть главный матч второго круга первенства. Таким образом, футбольный клуб «Чита» вернул себе лидерство в зоне «Восток», одержав яркую победу над главным соперником. 29 октября читинцы в матче 22-го тура играли в Южно-Сахалинске против местного клуба «Сахалин». Островная команда и прежде считалась одной из самых неуступчивых в зоне, а в этом сезоне «Сахалин» не проиграл ни одного домашнего матча. И проблем с мотивацией перед встречей с «Читой», отдавшей много сил в поединке с клубом «Луч-Энергия», у дальневосточников не было. Серьёзно осложнили характер матча и погодные условия: дождь лил не переставая, а шквалистый ветер мешал вести осмысленную игру. Открыть счёт хозяевам удалось после назначения углового на 10-й минуте: Олег Дмитренко навесил с левого фланга — резкий порыв ветра подхватил мяч и буквально внёс его в дальнюю «девятку» ворот «Читы». Попутный ветер ещё несколько раз помогал островитянам обострять атаки в первом тайме, но и без этого хозяева были активнее. Читинцы за всю игру создали лишь пару опасных моментов, и реализовать их не смогли. У «Сахалина» до конца матча было несколько возможностей для увеличения счёта, но шансов отличиться забайкальские защитники и вратарь игрокам хозяев больше не предоставили. Выиграв с минимальным счётом, команда из Южно-Сахалинска одержала четвёртую победу подряд, прервав 12-матчевую беспроигрышную серию «Читы». В результате владивостокскому «Лучу» вновь удалось опередить забайкальцев в споре за первое место в таблице. После этого тура, все команды второго дивизиона ушли на зимний перерыв.
Третий круг первенства начался с очного противостояния лидеров, которое состоялось в Чите 22 апреля 2013 года, где «Чита» победила владивостокский клуб «Луч-Энергия» со счётом 1:0 благодаря голу Евгения Бастова на 80-й минуте матча. Эта победа позволила читинцам вновь оказаться на первом месте первенства, правда преимущество оказалось недолгим — 5 подряд ничьих в ближайших 5 матчах очень сильно пошатнули шансы забайкальского клуба на выход в ФНЛ. 7 мая в Доме футбола состоялось заседание Контрольно-дисциплинарного комитета РФС. На заседании было вынесено решение аннулировать результат матча 24-го тура между «Читой» и «Сахалином» (0:0), который состоялся 25 апреля, и присудить «Сахалину» техническое поражение за необеспечение участия в матче молодых футболистов. Данный поворот событий предоставил читинцам 2 запасных очка и небольшую надежду на чемпионство, но уже 22 мая Апелляционный комитет РФС, рассмотрев жалобу ФК «Сахалин», решил частично удовлетворить требования сахалинцев и оставить в силе итоговый результат матча.
В дальнейшем, читинцы упустили последнюю возможность перехватить инициативу у «Луча-Энергии» в борьбе за первое место, сыграв в матче 31-го тура с новосибирской «Сибирью-2» со счётом 0:0. Таким образом, ФК «Чита» потерял все шансы на выход в ФНЛ, и в итоге занял лишь второе место в своей зоне, а отличные результаты в двух последних выездных матчах первенства (3:1 с «Сибиряком» и 4:2 c «Байкалом») уже никак не смогли повлиять на турнирное положение команды. Так как на сезон 2012/2013 перед ФК «Чита» не ставилось прямой задачи на выход в ФНЛ, то первенство для команды прошло весьма успешно, тем более читинцы смогли превзойти результаты двух предыдущих розыгрышей второй лиги в зоне «Восток», в каждом из которых забайкальский клуб занимал третье место.

### Результаты по турам
| Тур   | 01 | 02 | 03 | 04 | 05 | 06 | 07 | 08 | 09 | 10 | 11 | 12 | 13 | 14 | 15 | 16 | 17 | 18 | 19 | 20 | 21 | 22 | 23 | 24 | 25 | 26 | 27 | 28 | 29 | 30 | 31 | 32 | 33 |
| ----- | -- | -- | -- | -- | -- | -- | -- | -- | -- | -- | -- | -- | -- | -- | -- | -- | -- | -- | -- | -- | -- | -- | -- | -- | -- | -- | -- | -- | -- | -- | -- | -- | -- |
| Поле  | Д  | Д  | В  | В  |    | Д  | Д  | Д  | В  | В  | В  | Д  | Д  | Д  |    | В  | В  | В  | Д  | Д  | В  | В  | Д  | Д  | В  | В  |    | Д  | Д  | Д  | В  | В  | В  |
| Итог  | П  | В  | В  | Н  |    | В  | Н  | П  | В  | В  | Н  | В  | В  | В  |    | В  | Н  | В  | В  | Н  | В  | П  | В  | Н  | Н  | Н  |    | Н  | Н  | В  | Н  | В  | В  |
| Место | 8  | 6  | 4  | 4  |    | 3  | 4  | 5  | 5  | 3  | 3  | 1  | 1  | 1  |    | 1  | 1  | 1  | 1  | 2  | 1  | 2  | 1  | 1  | 1  | 1  |    | 2  | 2  | 2  | 2  | 2  | 2  |

Последнее обновление: 6 июня 2013.
Источник: Второй дивизион России 2012/13. Зона «Восток»

Поле: Д = дома; В = на выезде. Итог: Н = ничья; П = команда проиграла; В = команда выиграла; О = матч отложен.

### Статистика выступлений в чемпионате
| Итого | Итого | Итого | Итого | Итого | Итого | Итого | Итого | Дома | Дома | Дома | Дома | Дома | Дома | На выезде | На выезде | На выезде | На выезде | На выезде | На выезде |
| И     | О     | В     | Н     | П     | МЗ    | МП    | РМ    | В    | Н    | П    | МЗ   | МП   | РМ   | В         | Н         | П         | МЗ        | МП        | РМ        |
| ----- | ----- | ----- | ----- | ----- | ----- | ----- | ----- | ---- | ---- | ---- | ---- | ---- | ---- | --------- | --------- | --------- | --------- | --------- | --------- |
| 30    | 59    | 16    | 11    | 3     | 42    | 22    | +20   | 8    | 5    | 2    | 21   | 10   | +11  | 8         | 6         | 1         | 21        | 12        | +9        |

### Результаты матчей
1-й тур
| 15 июля 2012 15:00 (CHT) | \| Чита (Чита) \| 0:1 (0:1) Протокол Отчёт \| Луч-Энергия (Владивосток) \| \| \| Голы \| Сагиров 25′ \| | «Локомотив», Чита Зрителей: 5 200 Судья: Роман Галимов (Улан-Удэ) |
| Составы: · Чита: Смолкин, Бодялов (к), Беличенко (Дробышев, 64'), Куц, Ванёв, Толмачёв (Бастов, 28'), Симоненко, Гаврюш (Фатихов, 41'; Елисеев, 81'), Нурмагомбетов (Кочнев, 46'), Гаранников, Алхимов. · Луч-Энергия: Шогенов, Могилевский, Изотов, Тихий (Корин, 46'), Колычев, Сагиров (Дзахмишев, 90'), Тихоновецкий, Маскаев (Михеев, 69'), Суродин, Аджинджал (к) (Казанцев, 80'), Столбовой (Павлов, 46'). · Нурмагомбетов (28'), Гаврюш (30'), Бодялов (43') — Колычев (54'). | |                                                                   |
| Чита (Чита) | 0:1 (0:1) Протокол Отчёт                                                                                | Луч-Энергия (Владивосток)                                         |
| | Голы | Сагиров 25′                                                       |

2-й тур
| 18 июля 2012 18:30 (CHT) | \| Чита (Чита) \| 1:0 (1:0) Протокол Отчёт \| Сахалин (Южно-Сахалинск) \| \| Гаранников 18′ \| Голы \| \| | «Локомотив», Чита Зрителей: 3 200 Судья: Антон Анопа (Благовещенск) |
| Составы: · Чита: Смолкин, Бодялов (к), Беличенко, Куц, Ванёв, Толмачёв (Гаврюш, 63'), Бастов, Симоненко (Елисеев, 90'+), Нурмагомбетов (Кочнев, 77'), Алхимов (Дробышев, 84'), Гаранников (Фатихов, 80'). · Сахалин: Кондратюк, Тарасенко (Дроздов, 78'), Алахвердов, Васильев, Корбут (Дериглазов, 85'), Михалёв (Бердаков, 65'), Хинчагов (Куклин, 72'), Купчин, Турутин, Виноградов (Залевский, 56'), Суршков. · нет — Турутин (46'), Залевский (59'). · Турутин (88') («Сахалин»). · Нереализованный пенальти: Суршков («Сахалин») (90'+, выше ворот). | |                                                                     |
| www.zabmedia.ru | |                                                                     |
| Чита (Чита) | 1:0 (1:0) Протокол Отчёт                                                                                  | Сахалин (Южно-Сахалинск)                                            |
| Гаранников 18′ | Голы |                                                                     |

3-й тур
| 24 июля 2012 21:30 (CHT) | \| Иртыш (Омск) \| 1:2 (1:1) Протокол Отчёт \| Чита (Чита) \| \| Оганесян 12′ \| Голы \| Беличенко 40′ · Гаранников 89′ (пен.) \| | «Красная Звезда», Омск Зрителей: 1 100 Судья: Олег Злыгостев (Тобольск) |
| Составы: · Иртыш: Березин, Заерев, Иванов, Соломахин, Соколов, Гимранов, Оганесян (Мансуров, 79'), Кролевец, Тарала (Екимов, 85'), Багаев, Киверин (Похилый, 71'). · Чита: Смолкин, Бодялов (к), Беличенко, Куц, Ванёв, Симоненко, Бастов (Елисеев, 51'; Дробышев, 90'), Нурмагомбетов (Гаврюш, 61'), Толмачёв (Кочнев, 64'), Гаранников, Алхимов (Фатихов, 82'). · Оганесян (38'), Кролевец (50'), Гимранов (72'), Тарала (83'), Иванов (89') — Симоненко (70'), Кочнев (75'). | |                                                                         |
| www.fc-irtysh.ru | |                                                                         |
| Иртыш (Омск) | 1:2 (1:1) Протокол Отчёт | Чита (Чита)                                                             |
| Оганесян 12′ | Голы | Беличенко 40′ · Гаранников 89′ (пен.)                                   |

4-й тур
| 27 июля 2012 20:30 (CHT) | \| Динамо (Барнаул) \| 1:1 (0:1) Протокол Отчёт \| Чита (Чита) \| \| Яркин 75′ \| Голы \| Фатихов 27′ \| | «Динамо», Барнаул Зрителей: 2 600 Судья: Павел Шадыханов (Москва) |
| Составы: Динамо: Евсеев, Жиров (Исайченко, 63'), Майборода (к), Хмелевский, Гончаров, Ерусланов (Яркин 46'), Старков (Бескишкин, 67'), Шабалин (Завьялов, 56'), Горюнов (Первушин, 79'), Погребан, Полянский. Чита: Смолкин, Беличенко, Ванёв (к), Дробышев (Семёнов, 89'), Куц, Бастов (Елисеев, 81'), Гаврюш (Толмачёв, 60'), Нурмагомбетов (Кочнев, 72'), Симоненко, Гаранников, Фатихов. | |                                                                   |
| www.fc-dinamo-barnaul.ru | |                                                                   |
| Динамо (Барнаул) | 1:1 (0:1) Протокол Отчёт                                                                                 | Чита (Чита)                                                       |
| Яркин 75′ | Голы | Фатихов 27′                                                       |

6-й тур
| 8 августа 2012 18:30 (CHT) | \| Чита (Чита) \| 1:0 (0:0) Протокол Отчёт \| Якутия (Якутск) \| \| Селецкий 89′ \| Голы \| \| | «Локомотив», Чита Зрителей: 2 500 Судья: Сергей Сергеев (Благовещенск) |
| Составы: · Чита: Смолкин, Дробышев, Беличенко, Куц, Ванёв (к), Гаврюш (Толмачёв, 69'), Бастов (Селецкий, 58'), Симоненко, Нурмагомбетов (Кочнев, 75'), Гаранников (Елисеев, 90'+), Фатихов (Алхимов, 65'). · Якутия: Музыка, Федотов, Суров, Омельчак, Сергеев, Перминов, Мальцев, Галюкшев (Зайцев, 85'), Немцов (Старостин, 89'), Шабонин (Табанов, 90'), Иванов. · Гаврюш (23'), Симоненко (53'), Куц (55') — Шабонин (12'), Суров (21'), Иванов (33'), Сергеев (41'). |                                                                                                |                                                                        |
| Видеозапись матча на www.fc-chita.com |                                                                                                |                                                                        |
| Чита (Чита) | 1:0 (0:0) Протокол Отчёт                                                                       | Якутия (Якутск)                                                        |
| Селецкий 89′ | Голы                                                                                           |                                                                        |

7-й тур
| 17 августа 2012 18:30 (CHT) | \| Чита (Чита) \| 1:1 (0:1) Протокол Отчёт \| Амур-2010 (Благовещенск) \| \| Дробышев 88′ \| Голы \| Багаев 32′ \| | «Локомотив», Чита Зрителей: 3 200 Судья: Дмитрий Веселов (Москва) |
| Составы: · Чита: Смолкин, Дробышев, Беличенко (Елисеев, 64'), Куц (Кочнев, 69'), Ванёв (к), Бастов, Симоненко (Селецкий, 86'), Гаврюш (Толмачёв, 62'), Нурмагомбетов, Фатихов (Смышляев, 53'), Алхимов. · Амур-2010: Рябов, Багаев, Забродин, Балдин, Ревазов, Бузняков (Довганёв, 69'), Муртазов, Богатырёв (Яшан, 84'), Эрлих, Филиппов (Малышев, 79'), Ковальчук (Паймуратов, 46'). · Бастов (10'), Смолкин (31'), Дробышев (52'), Нурмагомбетов (64') — Богатырёв (1'), Балдин (45'). · Бастов (57') («Чита»). · Балдин (90') («Амур-2010»). | |                                                                   |
| Чита (Чита) | 1:1 (0:1) Протокол Отчёт                                                                                           | Амур-2010 (Благовещенск)                                          |
| Дробышев 88′ | Голы | Багаев 32′                                                        |

8-й тур
| 20 августа 2012 18:30 (CHT) | \| Чита (Чита) \| 0:1 (0:1) Протокол Отчёт \| Смена (Комсомольск-на-Амуре) \| \| \| Голы \| Лодис 37′ \| | «Локомотив», Чита Зрителей: 3 200 Судья: Сергей Сергеев (Благовещенск) |
| Составы: · Чита: Смолкин, Дробышев, Беличенко, Куц, Ванёв (к), Нурмагомбетов, Симоненко (Смышляев, 67'), Толмачёв (Гаврюш, 59'), Кочнев (Фатихов, 52'), Гаранников, Алхимов. · Смена: Айрапетян, Таказов, Землянский, Клюкин, Плетин (Лебедев, 68'), Лодис, Гончаров, Сапежников, Воронов (Конев, 65'; Лушников, 87'), Живновицкий (Самойлов, 75'). · Нурмагомбетов (35'), Гаранников (55'), Фатихов (84') — Айрапетян (90'+). · Клюкин (5') («Смена»). | |                                                                        |
| Чита (Чита) | 0:1 (0:1) Протокол Отчёт                                                                                 | Смена (Комсомольск-на-Амуре)                                           |
| | Голы | Лодис 37′                                                              |

9-й тур
| 27 августа 2012 17:00 (CHT) | \| Сибирь-2 (Новосибирск) \| 0:1 (0:1) Протокол Отчёт \| Чита (Чита) \| \| \| Голы \| Алхимов 34′ \| | «Спартак», Новосибирск Зрителей: 300 Судья: Владимир Лапкин (Кемерово) |
| Составы: · Сибирь-2: Малофеев, Шишкин, Сафьян (Трохов, 72'), Логвинов, Запрудских, Шрейнер (Миронов, 81'), Гудаев, Петрищин (Вологдин, 67'), Коротков (Парфинович, 84'), Шумов, Осадчук (Городцов, 46'). · Чита: Смолкин, Дробышев, Беличенко, Куц, Ванёв (к), Бастов (Кочнев, 88'), Симоненко, Толмачёв (Селецкий, 61'), Нурмагомбетов, Гаврюш (Елисеев, 90'+2), Алхимов (Гаранников, 70'). · Запрудских (30'), Гудаев (35'), Шишкин (77') — Дробышев (17'), Селецкий (79'), Бастов (82'). | |                                                                        |
| Видеозапись матча на www.fc-chita.com | |                                                                        |
| Сибирь-2 (Новосибирск) | 0:1 (0:1) Протокол Отчёт                                                                             | Чита (Чита)                                                            |
| | Голы                                                                                                 | Алхимов 34′                                                            |

10-й тур
| 30 августа 2012 20:00 (CHT) | \| Сибиряк (Братск) \| 0:1 (0:1) Протокол Отчёт \| Чита (Чита) \| \| \| Голы \| Дробышев 11′ \| | «Металлург», Братск Зрителей: 2 000 Судья: Евгений Леканов (Красноярск) |
| Составы: · Сибиряк: Рахматуллин, Сергиенко, Семакин (Кубин, 56'), Мотовилов, Кулигин, Крымов (Матвеев, 65'), Галин, Багаев, Ефремов (Агеев, 53'), Дунаев, Сабанов. · Чита: Смолкин, Дробышев, Беличенко, Куц, Ванёв (к), Бастов (Селецкий, 69'), Симоненко, Толмачёв (Кочнев, 90'+1), Нурмагомбетов, Гаврюш (Елисеев, 77'), Гаранников (Фатихов, 68'). · Семакин (28'), Сергиенко (44') — Бастов (14'), Куц (70'). |                                                                                                 |                                                                         |
| Видеозапись матча на www.fc-chita.com |                                                                                                 |                                                                         |
| Сибиряк (Братск) | 0:1 (0:1) Протокол Отчёт                                                                        | Чита (Чита)                                                             |
| | Голы                                                                                            | Дробышев 11′                                                            |

11-й тур
| 6 сентября 2012 19:30 (CHT) | \| Байкал (Иркутск) \| 0:0 (0:0) Протокол Отчёт \| Чита (Чита) \| | «Локомотив», Иркутск Зрителей: 1 250 Судья: Роман Галимов (Улан-Удэ) |
| Составы: · Байкал: Баркалов, Лесков (к), Гаджиев (Шмойлов, 88'), Дудиков, Пытлев, Копытин (Коробейников, 75'), Ющук, Узойкин, Боровский (Лапин, 75'), Заморока, Наханович (Яковлев, 73'). · Чита: Смолкин, Дробышев, Беличенко, Ванёв (к), Куц, Бастов, Симоненко, Толмачёв (Селецкий, 83'), Гаврюш, Нурмагомбетов (Фатихов, 30'; Кочнев, 90'+), Гаранников. · Коробейников (78'), Лесков (81') — Бастов (12'), Дробышев (52'). |                                                                   |                                                                      |
| Видеозапись матча на www.fc-chita.com |                                                                   |                                                                      |
| Байкал (Иркутск) | 0:0 (0:0) Протокол Отчёт                                          | Чита (Чита)                                                          |

12-й тур
| 10 сентября 2012 18:30 (CHT) | \| Чита (Чита) \| 4:0 (0:0) Протокол Отчёт \| Байкал (Иркутск) \| \| Гаврюш 47′, 56′ · Гаранников 62′ · Фатихов 78′ \| Голы \| \| | «Локомотив», Чита Зрителей: 3 400 Судья: Антон Анопа (Благовещенск) |
| Составы: · Чита: Смолкин, Дробышев, Беличенко, Куц, Ванёв (к), Бастов, Симоненко (Елисеев, 78'), Толмачёв (Селецкий, 46'), Гаврюш (Векварт, 73'), Фатихов (Нурмагомбетов, 81'), Гаранников (Семёнов, 86'). · Байкал: Баркалов, Лесков (к), Гаджиев, Пытлев (Шмойлов, 84'), Дудиков, Коробейников (Копытин, 64'), Узойкин, Ющук (Боровский, 61'), Лапин (Вахрушев, 70'), Яковлев (Заморока, 67'), Некрасов. · Елисеев (80') — Пытлев (32'), Ющук (44'). · Нереализованный пенальти: Гаранников («Чита») (62', вратарь). Мяч забит им же после добивания. | |                                                                     |
| Видеозапись матча на www.fc-chita.com | |                                                                     |
| Чита (Чита) | 4:0 (0:0) Протокол Отчёт | Байкал (Иркутск)                                                    |
| Гаврюш 47′, 56′ · Гаранников 62′ · Фатихов 78′ | Голы |                                                                     |

13-й тур
| 19 сентября 2012 18:00 (CHT) | \| Чита (Чита) \| 4:2 (2:2) Протокол Отчёт \| Иртыш (Омск) \| \| Гаранников 31′ (пен.) · Дробышев 45+1′ · Беличенко 56′ · Гаврюш 88′ \| Голы \| Багаев 24′, 38′ \| | «Локомотив», Чита Зрителей: 3 400 Судья: Сергей Сергеев (Благовещенск) |
| Составы: · Чита: Смолкин, Дробышев, Беличенко, Куц, Ванёв (к), Бастов, Симоненко (Векварт, 70'), Толмачёв (Селецкий, 41'), Гаврюш, Фатихов (Кочнев, 78'), Гаранников. · Иртыш: Меланченко, Киверин, Соколов, Иванов, Егошкин, Кролевец, Арещенков, Гимранов, Мансуров (Оганесян, 74'), Мартынов, Багаев (к). · Фатихов (45'), Гаврюш (89') — Егошкин (45'+1), Кролевец (60'), Мартынов (77'). · Кролевец (68') («Иртыш»). | |                                                                        |
| Видеозапись матча на www.fc-chita.com | |                                                                        |
| Чита (Чита) | 4:2 (2:2) Протокол Отчёт | Иртыш (Омск)                                                           |
| Гаранников 31′ (пен.) · Дробышев 45+1′ · Беличенко 56′ · Гаврюш 88′ | Голы | Багаев 24′, 38′                                                        |

14-й тур
| 22 сентября 2012 18:00 (CHT) | \| Чита (Чита) \| 3:1 (3:0) Протокол Отчёт \| Динамо (Барнаул) \| \| Гаранников 6′, 8′, 36′ (пен.) \| Голы \| Первушин 76′ \| | «Локомотив», Чита Зрителей: 3 200 Судья: Андрей Фисенко (Владивосток) |
| Составы: · Чита: Смолкин, Дробышев (Беличенко, 19'), Бодялов (к), Куц (Подпругин, 71'), Ванёв, Бастов (Селецкий, 89'), Симоненко (Кочнев, 82'), Толмачёв, Гаврюш, Фатихов (Векварт, 68'), Гаранников. · Динамо: Джульдинов, Лабеко, Исайченко, Майборода (к), Жиров, Силютин, Шабалин (Бескишкин, 58'), Зеленов, Полянский, Первушин, Завьялов (Горюнов, 64'). · Бастов (83') — Зеленов (8'), Жиров (38'), Силютин (74'), Горюнов (86'). · Зеленов (86') («Динамо»). | |                                                                       |
| Видеозапись матча на www.fc-chita.com | |                                                                       |
| Чита (Чита) | 3:1 (3:0) Протокол Отчёт | Динамо (Барнаул)                                                      |
| Гаранников 6′, 8′, 36′ (пен.) | Голы | Первушин 76′                                                          |

16-й тур
| 2 октября 2012 17:00 (CHT) | \| Якутия (Якутск) \| 0:1 (0:1) Протокол Отчёт \| Чита (Чита) \| \| \| Голы \| Фатихов 12′ \| | «Туймаада», Якутск Зрителей: 500 Судья: Антон Анопа (Благовещенск) |
| Составы: · Якутия: Музыка, Старостин (Чернявский, 78'), Федотов, Сергеев (к), Омельчак, Протопопов, Перминов, Немцов, Шабонин, Галюкшеев, Зайцев (Иванов, 70'). · Чита: Смолкин (Счастливцев, 67'), Ванёв, Дробышев, Бодялов (к), Куц, Селецкий (Беличенко, 70'), Толмачёв (Кочнев, 90'+), Симоненко (Нурмагомбетов, 90'+), Гаврюш, Фатихов (Семёнов, 65'), Гаранников. · Федотов (3'), Шабонин (12'), Старостин (69') — Ванёв (80'). |                                                                                               |                                                                    |
| Видеозапись матча на www.fc-chita.com |                                                                                               |                                                                    |
| Якутия (Якутск) | 0:1 (0:1) Протокол Отчёт                                                                      | Чита (Чита)                                                        |
| | Голы                                                                                          | Фатихов 12′                                                        |

17-й тур
| 8 октября 2012 18:00 (CHT) | \| Амур-2010 (Благовещенск) \| 0:0 (0:0) Протокол Отчёт \| Чита (Чита) \| | «Амур», Благовещенск Зрителей: 3 500 Судья: Владимир Рогулёв (Москва) |
| Составы: · Амур-2010: Мих. Филлипов, Забродин, Макс. Филлипов, Муртазов, Ревазов, Кибизов, Багаев, Бузняков, Эрлих, Малышев (Кравцов, 78'), Богатырёв. · Чита: Смолкин, Дробышев, Бодялов (к), Куц, Ванёв, Бастов (Елисеев, 90'), Симоненко (Нурмагомбетов, 63'), Толмачёв (Беличенко, 46'), Гаврюш (Селецкий, 90'), Фатихов (Кочнев, 68'), Гаранников. · Забродин (59'), Муртазов (67') — Симоненко (32'), Гаранников (35'). · Гаранников (82') («Чита»). |                                                                           |                                                                       |
| Видеозапись матча на www.fc-chita.com |                                                                           |                                                                       |
| Амур-2010 (Благовещенск) | 0:0 (0:0) Протокол Отчёт                                                  | Чита (Чита)                                                           |

18-й тур
| 11 октября 2012 15:30 (CHT) | \| Смена (Комсомольск-на-Амуре) \| 0:1 (0:0) Протокол Отчёт \| Чита (Чита) \| \| \| Голы \| Землянский 61′ (авт.) \| | «Авангард», Комсомольск-на-Амуре Зрителей: 3 000 Судья: Сергей Сергеев (Благовещенск) |
| Составы: · Смена: Айрапетян, Таказов, Малахов, Землянский (Конев, 82'), Сапежников, Самойлов (Воронов, 43'), Лушников, Гончаров, Плетин (Мануйлов, 68'), Живновицкий, Левин (Пузан, 58'). · Чита: Смолкин, Дробышев, Бодялов (к), Куц, Ванёв, Бастов, Симоненко (Беличенко, 70'), Толмачёв, Гаврюш (Селецкий, 90'), Фатихов (Кочнев, 46'), Нурмагомбетов (Елисеев, 88'). · нет — Фатихов (34'). | |                                                                                       |
| Видеозапись матча на www.fc-chita.com | |                                                                                       |
| Смена (Комсомольск-на-Амуре) | 0:1 (0:0) Протокол Отчёт                                                                                             | Чита (Чита)                                                                           |
| | Голы | Землянский 61′ (авт.)                                                                 |

19-й тур
| 17 октября 2012 17:00 (CHT) | \| Чита (Чита) \| 3:2 (1:2) Протокол Отчёт \| Сибирь-2 (Новосибирск) \| \| Гаврюш 18′ · Гаранников 59′ (пен.), 90+4′ \| Голы \| Городцов 13′ · Гудаев 43′ \| | «Локомотив», Чита Зрителей: 2 800 Судья: Евгений Леканов (Красноярск) |
| Составы: · Чита: Смолкин, Дробышев, Бодялов (к), Куц, Ванёв, Бастов (Беличенко, 85'), Симоненко (Кочнев, 60'), Толмачёв (Селецкий, 77'), Гаврюш, Нурмагомбетов (Фатихов, 46'), Гаранников. · Сибирь-2: Малофеев, Логвинов, Шишкин, Петрищин, Гудаев, Городцов (Дудолев, 90'+), Семёненко, Коротков (Вологдин, 84'), Кратюк (Шрейнер, 65'), Запрудских, Стаин. · Гаврюш (81') — Петрищин (49'), Кратюк (58'), Коротков (64'). | |                                                                       |
| www.zabmedia.ru // Видеозапись матча на www.fc-chita.com | |                                                                       |
| Чита (Чита) | 3:2 (1:2) Протокол Отчёт | Сибирь-2 (Новосибирск)                                                |
| Гаврюш 18′ · Гаранников 59′ (пен.), 90+4′ | Голы | Городцов 13′ · Гудаев 43′                                             |

20-й тур
| 20 октября 2012 17:00 (CHT) | \| Чита (Чита) \| 1:1 (1:1) Протокол Отчёт \| Сибиряк (Братск) \| \| Дробышев 14′ \| Голы \| Крымов 20′ \| | «Локомотив», Чита Зрителей: 2 800 Судья: Андрей Фисенко (Владивосток) |
| Составы: · Чита: Смолкин, Дробышев, Бодялов (к), Куц, Ванёв (Беличенко, 46'), Бастов, Симоненко (Елисеев, 81'), Толмачёв (Подругин, 84'), Селецкий (Нурмагомбетов, 59'), Фатихов (Кочнев, 63'), Гаранников. · Сибиряк: Рахматуллин, Сергиенко, Семакин, Мотовилов, Кулигин, Ефремов, Галин, Козлов (Кубин, 89'), Агеев (Матвеев, 46'), Крымов, Дунаев (Лысков, 90'+). · Гаранников (45'), Дробышев (62'), Бастов (67'), Беличенко (90'+) — Козлов (25'), Галин (90'+). | |                                                                       |
| www.zabmedia.ru // Видеозапись матча на www.fc-chita.com | |                                                                       |
| Чита (Чита) | 1:1 (1:1) Протокол Отчёт                                                                                   | Сибиряк (Братск)                                                      |
| Дробышев 14′ | Голы | Крымов 20′                                                            |

21-й тур
| 26 октября 2012 18:00 (CHT) | \| Луч-Энергия (Владивосток) \| 2:3 (1:2) Протокол Отчёт \| Чита (Чита) \| \| Сагиров 5′ · Колычев 57′ \| Голы \| Гаранников 22′, 39′ (пен.) · Куц 59′ \| | «Динамо», Владивосток Зрителей: 5 500 Судья: Антон Анопа (Благовещенск) |
| Составы: · Луч-Энергия: Шогенов, Скобликов, Столбовой (Михеев, 84'), Тихоновецкий, Сагиров, Могилевский, Казанцев (Учуров, 72'), Тихий, Изотов, Колычев, Аджинджал (к). · Чита: Смолкин, Беличенко, Бодялов (к), Нурмагомбетов, Куц, Бастов, Симоненко (Смышляев, 90'), Толмачёв (Елисеев, 55'), Гаврюш, Кочнев (Селецкий, 88'), Гаранников. · Столбовой (41'), Колычев (44'), Аджинджал (52') — Куц (19'), Нурмагомбетов (27'). · Нурмагомбетов (52') («Чита»). | |                                                                         |
| Видеозапись матча на www.fc-chita.com | |                                                                         |
| Луч-Энергия (Владивосток) | 2:3 (1:2) Протокол Отчёт | Чита (Чита)                                                             |
| Сагиров 5′ · Колычев 57′ | Голы | Гаранников 22′, 39′ (пен.) · Куц 59′                                    |

22-й тур
| 29 октября 2012 15:00 (CHT) | \| Сахалин (Южно-Сахалинск) \| 1:0 (1:0) Протокол Отчёт \| Чита (Чита) \| \| Дмитриенко 10′ \| Голы \| \| | «Спартак», Южно-Сахалинск Зрителей: 500 Судья: Роман Галимов (Улан-Удэ) |
| Составы: · Сахалин: Кондратюк, Корбут (Тарасенко, 85'), Васильев, Алахвердов, Хинчагов, Серебряков, Дмитренко (Михалёв, 56'), Дроздов, Дериглазов (Купчин, 61'), Виноградов, Куклин (Бондаренко, 90'+). · Чита: Смолкин, Беличенко, Бодялов (к), Дробышев, Куц, Бастов (Фатихов, 46'), Симоненко (Селецкий, 67'), Толмачёв (Смышляев, 72'), Гаврюш, Кочнев (Ванёв, 46'), Гаранников. · нет — Куц (52'), Симоненко (66'). | |                                                                         |
| Видеозапись матча на www.fc-chita.com | |                                                                         |
| Сахалин (Южно-Сахалинск) | 1:0 (1:0) Протокол Отчёт                                                                                  | Чита (Чита)                                                             |
| Дмитриенко 10′ | Голы |                                                                         |

23-й тур
| 22 апреля 2013 18:30 (CHT) | \| Чита (Чита) \| 1:0 (0:0) Протокол Отчёт \| Луч-Энергия (Владивосток) \| \| Бастов 80′ \| Голы \| \| | «Локомотив», Чита Зрителей: 5 500 Судья: Вячеслав Харламов (Москва) |
| Составы: · Чита: Счастливцев, Бодялов (к), К. Козлов, Ванёв, Дробышев, Бастов, Коротков, Захаров (Семёнов, 73'), Гаврюш (Рудовский, 78'), Фатихов (Селецкий, 72'), Гаранников (Елисеев, 90'+). · Луч-Энергия: Книга, Удалый (Путилин, 46'), Рашевский, Столбовой (Тихоновецкий, 84'), Сагиров (Иванов, 84'), Могилевский, Корян (Земченков, 74'), Суродин, Изотов, Колычев, Резников (Рожков, 56'). · Коротков (58') — Могилевский (52'), Земченков (85'), Рожков (90'). | |                                                                     |
| Видеозапись матча на www.fc-chita.com | |                                                                     |
| Чита (Чита) | 1:0 (0:0) Протокол Отчёт                                                                               | Луч-Энергия (Владивосток)                                           |
| Бастов 80′ | Голы                                                                                                   |                                                                     |

24-й тур
| 25 апреля 2013 18:30 (CHT) | \| Чита (Чита) \| 0:0 (0:0) Протокол Отчёт \| Сахалин (Южно-Сахалинск) \| | «Локомотив», Чита Зрителей: 5 800 Судья: Антон Анопа (Благовещенск) |
| Составы: · Чита: Счастливцев, Бодялов (к), Дробышев, Ванёв, Куц, Бастов (К. Козлов, 83'), Симоненко, Захаров, Гаврюш (Селецкий, 73'), Фатихов (Рудовский, 55'), Гаранников. · Сахалин: Кондратюк, Янковский, Алахвердов, Васильев, Хинчагов, Базаев, Серебряков, Гаглоев (Бесланеев, 73'; Иван Погребняк, 83'), Дмитренко (Михалев, 68'; Корбут, 90'), Виноградов, Куклин (Волощук, 53'). · Рудовский (70') — нет. · Янковский (58') («Сахалин»). |                                                                           |                                                                     |
| Видеозапись матча на www.fc-chita.com |                                                                           |                                                                     |
| Чита (Чита) | 0:0 (0:0) Протокол Отчёт                                                  | Сахалин (Южно-Сахалинск)                                            |

25-й тур
| 30 апреля 2013 21:30 (CHT) | \| Иртыш (Омск) \| 3:3 (2:1) Протокол Отчёт \| Чита (Чита) \| \| Багаев 32′, 40′ · Киверин 62′ \| Голы \| Коротков 22′ · Ванёв 80′ (пен.) · Гаврюш 89′ \| | «Красная Звезда», Омск Зрителей: 2 300 Судья: Евгений Галимов (Екатеринбург) |
| Составы: · Иртыш: Берёзин, Башилов, Юрганов, Николай Погребняк, Чевелев, Кролевец, Зубов (Иванов, 63'), Гимранов (Протопопов, 76'), Киверин (Зверев, 88'), Мацюра, Багаев (к). · Чита: Счастливцев, Бодялов (к), Дробышев (Беличенко, 13'), Ванёв, Куц, Коротков, Бастов (Симоненко, 86'), Фатихов (К. Козлов, 64'), Захаров, Гаврюш, Гаранников (Рудовский, 19'). · Мацюра (56'), Юрганов (79'), Иванов (82') — Коротков (51'). | |                                                                              |
| Видеозапись матча на www.fc-chita.com | |                                                                              |
| Иртыш (Омск) | 3:3 (2:1) Протокол Отчёт | Чита (Чита)                                                                  |
| Багаев 32′, 40′ · Киверин 62′ | Голы | Коротков 22′ · Ванёв 80′ (пен.) · Гаврюш 89′                                 |

26-й тур
| 3 мая 2013 19:30 (CHT) | \| Динамо (Барнаул) \| 1:1 (1:1) Протокол Отчёт \| Чита (Чита) \| \| Кочетков 10′ \| Голы \| Ванёв 43′ (пен.) \| | «Динамо», Барнаул Зрителей: 1 200 Судья: Владимир Лапкин (Кемерово) |
| Составы: · Динамо: Евсеев, Гончаров, Майборода (к), Нечаев, Хмелевский, Первушин, Кочетков (Троценко, 72'), Старков (Силютин, 85'), Марков, Ерусланов, Полянский (Аксенов, 60'). · Чита: Счастливцев, Бодялов (к), Беличенко, К. Козлов, Куц, Ванёв, Коротков, Симоненко, Бастов (Селецкий, 63'), Захаров (Семёнов, 74'), Гаврюш (Рудовский, 90'). · Первушин (40'), Майборода (42'), Гончаров (58'), Старков (81') — К. Козлов (24'). | |                                                                     |
| Динамо (Барнаул) | 1:1 (1:1) Протокол Отчёт                                                                                         | Чита (Чита)                                                         |
| Кочетков 10′ | Голы | Ванёв 43′ (пен.)                                                    |

28-й тур
| 12 мая 2013 18:30 (CHT) | \| Чита (Чита) \| 1:1 (0:1) Протокол Отчёт \| Якутия (Якутск) \| \| Ванёв 56′ (пен.) \| Голы \| Шабонин 38′ \| | «Локомотив», Чита Зрителей: 5 400 Судья: Сергей Кузнецов (Краснозаводск) |
| Составы: · Чита: Счастливцев, Бодялов (к), Беличенко (Алхимов, 73'), Дробышев, Куц, Бастов (Селецкий, 66'), Коротков, Симоненко (Фатихов, 54'), Ванёв, Арещенков (Захаров, 71'), Гаврюш. · Якутия: Севостьяненко, Федотов, Сергеев, Суров, Омельчак, Перминов, Галюкшев, Шабонин (Дмитриев, 89'), Табанов (Чернявский, 54'), Никифоров (Мальцев, 46'), Иванов. · нет — Мальцев (90'). | |                                                                          |
| Видеозапись матча на www.fc-chita.com | |                                                                          |
| Чита (Чита) | 1:1 (0:1) Протокол Отчёт                                                                                       | Якутия (Якутск)                                                          |
| Ванёв 56′ (пен.) | Голы | Шабонин 38′                                                              |

29-й тур
| 18 мая 2013 18:30 (CHT) | \| Чита (Чита) \| 0:0 (0:0) Протокол Отчёт \| Амур-2010 (Благовещенск) \| | «Локомотив», Чита Зрителей: 4 100 Судья: Игорь Баранов (Красноярск) |
| Составы: · Чита: Счастливцев, Бодялов (к), Беличенко, Ванёв (Дробышев, 80'), Куц, Бастов (Симоненко, 74'), Коротков, Арещенков (Захаров, 67'), Гаврюш (К. Козлов, 84'), Фатихов (Алхимов, 71'), Рудовский. · Амур-2010: Рябов, Балдин, Паймуратов (Соловьянов, 28'; Филиппов, 68'), Муртазов, Богатырев, Ревазов, Багаев, Малышев (Белосорочко, 63'), Яшан, Ахба, Кибизов. · Коротков (28'), Арещенков (38') — Паймуратов (22'), Кибизов (27'), Балдин (48'). |                                                                           |                                                                     |
| Видеозапись матча на www.fc-chita.com |                                                                           |                                                                     |
| Чита (Чита) | 0:0 (0:0) Протокол Отчёт                                                  | Амур-2010 (Благовещенск)                                            |

30-й тур
| 21 мая 2013 18:30 (CHT) | \| Чита (Чита) \| 1:0 (0:0) Протокол Отчёт \| Смена (Комсомольск-на-Амуре) \| \| Ванёв 57′ \| Голы \| \| | «Локомотив», Чита Зрителей: 3 200 Судья: Евгений Козлов (Новосибирск) |
| Составы: · Чита: Счастливцев, Бодялов (к), Беличенко, Ванёв, Куц, Бастов (Дробышев, 65'), Коротков, Захаров (Арещенков, 53'), Гаврюш (Алхимов, 55'), Фатихов (Рудовский, 68'), Симоненко (Селецкий, 86'). · Смена: Айрапетян, Таказов, Малахов, Пшеничников, Пузан (Кожевников, 87'), Левин (Мануйлов, 54'), Землянский, Гончаров (Конев, 65'), Плетин, Суршков (Воронов, 63'), Живновицкий. · Бодялов (16'), Коротков (42'), Захаров (50') — Землянский (19'), Пшеничников (84'). · Землянский (28') («Смена»). | |                                                                       |
| Видеозапись матча на www.fc-chita.com | |                                                                       |
| Чита (Чита) | 1:0 (0:0) Протокол Отчёт                                                                                 | Смена (Комсомольск-на-Амуре)                                          |
| Ванёв 57′ | Голы |                                                                       |

31-й тур
| 28 мая 2013 21:00 (CHT) | \| Сибирь-2 (Новосибирск) \| 0:0 (0:0) Протокол Отчёт \| Чита (Чита) \| | «Спартак», Новосибирск Зрителей: 300 Судья: Анатолий Шароватов (Омск) |
| Составы: · Сибирь-2: Елисеев, Кратюк, Шишкин, Петрищин, Гудаев, Шумов, Азаров (Вологдин, 89'), Шрейнер (Кувшинов, 64'), Пиняев (Сергеев, 46'), Семененко, Стаин. · Чита: Счастливцев, Бодялов (к), Беличенко, Ванёв, Куц, Бастов (Арещенков, 60'), Коротков, Захаров (Толмачёв, 70'), Гаврюш (Алхимов, 46'), Фатихов (Рудовский, 90'), Симоненко (Дробышев, 73'). · нет — Бодялов (25'). |                                                                         |                                                                       |
| www.fc-sibir.ru |                                                                         |                                                                       |
| Сибирь-2 (Новосибирск) | 0:0 (0:0) Протокол Отчёт                                                | Чита (Чита)                                                           |

32-й тур
| 31 мая 2013 19:00 (CHT) | \| Сибиряк (Братск) \| 1:3 (1:0) Протокол Отчёт \| Чита (Чита) \| \| Дунаев 12′ \| Голы \| Фатихов 56′ · Гаврюш 74′ · Ванёв 81′ (пен.) \| | «Металлург», Братск Зрителей: 1 500 Судья: Владимир Лапкин (Кемерово) |
| Составы: · Сибиряк: Рахматуллин, Сергиенко, Кубин, Семакин, Лысков, Матвеев (Овсянников, 65'), Мотовилов, Шевцов (Ефремов, 71'), Дунаев (Восконян, 75'), А. Козлов (Крымов, 77'), Нурмагомбетов. · Чита: Счастливцев, Бодялов (к), Беличенко, Ванёв, Куц, Дробышев, Коротков, Арещенков, Гаврюш, Фатихов (К. Козлов, 78'), Алхимов (Рудовский, 61'). · Мотовилов (24'), Нурмагомбетов (65') — Куц (36'). | |                                                                       |
| Сибиряк (Братск) | 1:3 (1:0) Протокол Отчёт | Чита (Чита)                                                           |
| Дунаев 12′ | Голы | Фатихов 56′ · Гаврюш 74′ · Ванёв 81′ (пен.)                           |

33-й тур
| 5 июня 2013 19:30 (CHT) | \| Байкал (Иркутск) \| 2:4 (0:2) Протокол Отчёт \| Чита (Чита) \| \| Лапин 64′ · Наханович 87′ \| Голы \| Толмачёв 30′ · Алхимов 36′, 54′ · Селецкий 76′ \| | «Локомотив», Иркутск Зрителей: 1 000 Судья: Юрий Адильев (Находка) |
| Составы: · Байкал: Баркалов, Копытин, Стефанов, Пытлев, Шмойлов, Лапин (Иващенко, 82'), Машнев, Ющук, Боровский (Коробейников, 57'), Дудиков, Яковлев (Наханович, 61'). · Чита: Д. Козлов, Бодялов (к), Беличенко (Дробышев, 24'), Ванёв, Куц, Коротков, Симоненко, Арещенков (Захаров, 80'), Толмачёв (К. Козлов, 69'), Фатихов, Алхимов (Селецкий, 73'). · Ющук (12'), Боровский (33'), Пытлев (66') — нет. | |                                                                    |
| Видеозапись матча на www.fcbaikal.ru | |                                                                    |
| Байкал (Иркутск) | 2:4 (0:2) Протокол Отчёт | Чита (Чита)                                                        |
| Лапин 64′ · Наханович 87′ | Голы | Толмачёв 30′ · Алхимов 36′, 54′ · Селецкий 76′                     |

### Итоговая таблица
| М  | Команда                      | И  | В  | Н  | П  | Мячи    | ±   | О  | Примечания                  |
| -- | ---------------------------- | -- | -- | -- | -- | ------- | --- | -- | --------------------------- |
| 1  | Луч-Энергия (Владивосток)    | 30 | 18 | 8  | 4  | 48 − 27 | +21 | 62 | Выход в Первый дивизион ФНЛ |
| 2  | Чита                         | 30 | 16 | 11 | 3  | 42 − 22 | +20 | 59 | Серебряный призёр           |
| 3  | Сахалин (Южно-Сахалинск)     | 30 | 15 | 10 | 5  | 42 − 23 | +19 | 55 |                             |
| 4  | Амур-2010 (Благовещенск)     | 30 | 15 | 10 | 5  | 50 − 21 | +29 | 55 |                             |
| 5  | Смена (Комсомольск-на-Амуре) | 30 | 14 | 8  | 8  | 41 − 29 | +12 | 50 |                             |
| 6  | Динамо (Барнаул)             | 30 | 9  | 10 | 11 | 41 − 44 | −3  | 37 |                             |
| 7  | Якутия (Якутск)              | 30 | 9  | 8  | 13 | 37 − 46 | −9  | 35 |                             |
| 8  | Байкал (Иркутск)             | 30 | 8  | 4  | 18 | 36 − 61 | −25 | 28 |                             |
| 9  | Иртыш (Омск)                 | 30 | 5  | 9  | 16 | 37 − 62 | −25 | 24 |                             |
| 10 | Сибиряк (Братск)             | 30 | 5  | 8  | 17 | 27 − 50 | −23 | 23 |                             |
| 11 | Сибирь-2 (Новосибирск)       | 30 | 5  | 6  | 19 | 33 − 49 | −16 | 21 | Выбывание в ЛФЛ             |

И — игры, В — выигрыши, Н — ничьи, П — проигрыши, Мячи — забитые и пропущенные голы, ± — разница голов, О — очки

### Список бомбардиров ФК «Чита»
В данном разделе приведён список всех футболистов ФК «Чита», забивавших голы в первенстве второго дивизиона России в зоне «Восток» в сезоне 2012/2013. Список приведён по состоянию на 5 июня 2013 года:
11 мячей
| - Павел Гаранников (5) |

6 мячей
| - Роман Гаврюш |

5 мячей
| - Михаил Ванёв (4) |

4 мяча
| - Артём Дробышев | - Алмаз Фатихов |  |

3 мяча
| - Евгений Алхимов |

2 мяча
| - Виталий Беличенко | - Виталий Селецкий |  |

1 мяч
| - Игорь Куц - Евгений Бастов | - Сергей Коротков | - Александр Толмачёв |

В скобках указано число голов, забитых с пенальти.

#### Автоголы
1 мяч
- Вячеслав Землянский (Игрок ФК «Смена», забил гол в свои ворота 11 октября 2012 года)

## Кубок России по футболу
Согласно составленному расписанию, футбольный клуб «Чита» начал своё участие в кубке России сезона 2012/2013 со стадии 1/256 финала. 11 июля 2012 года читинскому клубу, уже третий год подряд, предстояла гостевая встреча с иркутским клубом «Байкал», который ранее носил название «Радиан-Байкал». Матч закончился в пользу иркутян со счётом 2:0 за счёт быстрого гола Алексея Некрасова на 2-й минуте и гола Евгения Дудикова на 51-й минуте. Таким образом, «Чита» уступила иркутской команде уже в третьем розыгрыше Кубка России подряд.
1/256 финала
| 11 июля 2012 20:00 (CHT) | \| Байкал (Иркутск) \| 2:0 (1:0) Протокол Отчёт \| Чита (Чита) \| \| Некрасов 2′ · Дудиков 51′ \| Голы \| \| | «Локомотив», Иркутск Зрителей: 1 500 Судья: Игорь Баранов (Красноярск) |
| Составы: · Байкал: Баркалов, Лесков, Гаджиев, Дудиков, Шмойлов (Стефанов, 83'), Боровский (Уракбаев, 62'), Ющук (Пытлев, 59'), Узойкин, Лапин (Заморока, 35'), Яковлев, Некрасов (Наханович, 54'). · Чита: Счастливцев, Бодялов (к), Беличенко, Зайков (Дробышев, 46'), Куц, Гаврюш (Толмачёв, 54'), Ванёв, Симоненко (Фатихов, 65'), Нурмагомбетов (Бастов, 65'), Гаранников, Алхимов (Семёнов, 79'). · Дудиков (35'), Гаджиев (58') — Гаранников (60'). | |                                                                        |
| www.sovsport.ru | |                                                                        |
| Байкал (Иркутск) | 2:0 (1:0) Протокол Отчёт                                                                                     | Чита (Чита)                                                            |
| Некрасов 2′ · Дудиков 51′ | Голы |                                                                        |

## Статистика игроков

### Чемпионат России
В статистике учтены матчи, сыгранные в первенстве страны. Количество минут указано без учёта добавленного времени.
| №     | Имя                      | Поз | И  | Мин  | Г(П)    | ЖК | КК | Примечания |
| ----- | ------------------------ | --- | -- | ---- | ------- | -- | -- | ---------- |
| 16    | Иван Смолкин             | Вр  | 20 | 1776 | -14 (0) | 1  | 0  |            |
| 1     | Максим Счастливцев       | Вр  | 10 | 834  | -6 (0)  | 0  | 0  |            |
| 16    | Денис Козлов             | Вр  | 1  | 90   | -2 (0)  | 0  | 0  |            |
|       | Александр Косенко        | Вр  | 0  | 0    | 0       | 0  | 0  |            |
| 26    | Виталий Беличенко        | Защ | 28 | 2039 | 2       | 1  | 0  |            |
| 32    | Александр Бодялов (к)    | Защ | 21 | 1890 | 0       | 3  | 0  |            |
| 7     | Михаил Ванёв (в-к)       | Защ | 29 | 2509 | 5 (4)   | 1  | 0  |            |
| 3     | Роман Демченко           | Защ | 0  | 0    | 0       | 0  | 0  |            |
| 30    | Артём Дробышев           | Защ | 28 | 1896 | 4       | 4  | 0  |            |
| 15    | Константин Козлов        | Защ | 7  | 257  | 0       | 1  | 0  |            |
| 17    | Владимир Зайков          | Защ | 0  | 0    | 0       | 0  | 0  |            |
| 18    | Игорь Куц                | Защ | 29 | 2568 | 1       | 5  | 0  |            |
| 4     | Алексей Подпругин        | Защ | 2  | 27   | 0       | 0  | 0  |            |
| 14    | Анатолий Арещенков       | ПЗ  | 6  | 374  | 0       | 1  | 0  |            |
| 75    | Евгений Бастов           | ПЗ  | 26 | 1974 | 1       | 5  | 1  |            |
| 14    | Евгений Векварт          | ПЗ  | 3  | 62   | 0       | 0  | 0  |            |
| 9     | Роман Гаврюш             | ПЗ  | 28 | 2052 | 6       | 4  | 0  |            |
| 70    | Андрей Елисеев           | ПЗ  | 14 | 170  | 0       | 1  | 0  |            |
| 20/19 | Павел Захаров            | ПЗ  | 9  | 501  | 0       | 1  | 0  |            |
| 22    | Артур Карпухин           | ПЗ  | 0  | 0    | 0       | 0  | 0  |            |
| 25    | Сергей Коротков          | ПЗ  | 9  | 810  | 1       | 4  | 0  |            |
| 19    | Александр Кочнев         | ПЗ  | 19 | 482  | 0       | 1  | 0  |            |
| 15    | / Вячеслав Нурмагомбетов | ПЗ  | 17 | 968  | 0       | 3  | 1  |            |
| 21    | Виталий Селецкий         | ПЗ  | 21 | 478  | 2       | 1  | 0  |            |
| 77    | Александр Симоненко      | ПЗ  | 28 | 2113 | 0       | 4  | 0  |            |
| 6     | Андрей Смышляев          | ПЗ  | 4  | 82   | 0       | 0  | 0  |            |
| 8     | Александр Толмачёв       | ПЗ  | 22 | 1296 | 1       | 0  | 0  |            |
| 11    | Евгений Алхимов          | Нап | 13 | 780  | 3       | 0  | 0  |            |
| 23    | Павел Гаранников         | Нап | 21 | 1699 | 11 (5)  | 2  | 1  |            |
| 28    | Виктор Навродский        | Нап | 0  | 0    | 0       | 0  | 0  |            |
|       | Андрей Первов            | Нап | 0  | 0    | 0       | 0  | 0  |            |
| 20    | Артём Рудовский          | Нап | 8  | 266  | 0       | 1  | 0  |            |
| 12    | Алексей Семёнов          | Нап | 5  | 67   | 0       | 0  | 0  |            |
| 10    | Алмаз Фатихов            | Нап | 27 | 1558 | 4       | 3  | 0  |            |

Последнее обновление: 6 июня 2013 
 Источник: Клуб «Чита». Второй дивизион России 2012/13. Зона «Восток»

### Кубок России
В статистике учтены матчи, сыгранные в кубке страны. Количество минут указано без учёта добавленного времени.
| №  | Имя                      | Поз | И | Мин | Г(П)   | ЖК | КК | Примечания |
| -- | ------------------------ | --- | - | --- | ------ | -- | -- | ---------- |
| 16 | Иван Смолкин             | Вр  | 0 | 0   | 0      | 0  | 0  |            |
| 1  | Максим Счастливцев       | Вр  | 1 | 90  | -2 (0) | 0  | 0  |            |
| 26 | Виталий Беличенко        | Защ | 1 | 90  | 0      | 0  | 0  |            |
| 32 | Александр Бодялов (к)    | Защ | 1 | 90  | 0      | 0  | 0  |            |
| 7  | Михаил Ванёв (в-к)       | Защ | 1 | 90  | 0      | 0  | 0  |            |
| 3  | Роман Демченко           | Защ | 0 | 0   | 0      | 0  | 0  |            |
| 30 | Артём Дробышев           | Защ | 1 | 45  | 0      | 0  | 0  |            |
| 17 | Владимир Зайков          | Защ | 1 | 45  | 0      | 0  | 0  |            |
| 18 | Игорь Куц                | Защ | 1 | 90  | 0      | 0  | 0  |            |
| 75 | Евгений Бастов           | ПЗ  | 1 | 26  | 0      | 0  | 0  |            |
| 14 | Евгений Векварт          | ПЗ  | 0 | 0   | 0      | 0  | 0  |            |
| 9  | Роман Гаврюш             | ПЗ  | 1 | 53  | 0      | 0  | 0  |            |
| 70 | Андрей Елисеев           | ПЗ  | 0 | 0   | 0      | 0  | 0  |            |
| 20 | Павел Захаров            | ПЗ  | 0 | 0   | 0      | 0  | 0  |            |
| 22 | Артур Карпухин           | ПЗ  | 0 | 0   | 0      | 0  | 0  |            |
| 19 | Александр Кочнев         | ПЗ  | 0 | 0   | 0      | 0  | 0  |            |
| 15 | / Вячеслав Нурмагомбетов | ПЗ  | 1 | 64  | 0      | 0  | 0  |            |
| 21 | Виталий Селецкий         | ПЗ  | 0 | 0   | 0      | 0  | 0  |            |
| 77 | Александр Симоненко      | ПЗ  | 1 | 65  | 0      | 0  | 0  |            |
| 6  | Андрей Смышляев          | ПЗ  | 0 | 0   | 0      | 0  | 0  |            |
| 8  | Александр Толмачёв       | ПЗ  | 1 | 37  | 0      | 0  | 0  |            |
| 11 | Евгений Алхимов          | Нап | 1 | 79  | 0      | 0  | 0  |            |
| 23 | Павел Гаранников         | Нап | 1 | 90  | 0      | 1  | 0  |            |
| 28 | Виктор Навродский        | Нап | 0 | 0   | 0      | 0  | 0  |            |
|    | Андрей Первов            | Нап | 0 | 0   | 0      | 0  | 0  |            |
| 12 | Алексей Семёнов          | Нап | 1 | 11  | 0      | 0  | 0  |            |
| 10 | Алмаз Фатихов            | Нап | 1 | 25  | 0      | 0  | 0  |            |

Последнее обновление: 20 октября 2012 
 Источник: Клуб «Чита». Кубок России 2012/13